# Cratere Floq
Floq  è un cratere sulla superficie di Marte.